# Francesca Romana
Santa Francesca Romana, al secolo Francesca Bussa de' Leoni, coniugata Ponziani (Roma, 1384 – Roma, 9 marzo 1440), è stata una religiosa e mistica italiana, fondatrice della comunità delle Oblate di Tor de' Specchi.

## Biografia
Nacque a Roma dalla nobile famiglia Bussa de' Leoni, figlia di Paolo e di Iacobella de' Roffredeschi (o Broffedeschi). Andò dodicenne in sposa, per volere del padre, al nobile Lorenzo de' Ponziani, figlio di Andreozzo e di Cecilia dei Millini, che si diceva fosse imparentato con papa Bonifacio IX. Si trasferì nel palazzo dei Ponziani a Trastevere, dove ebbe tre figli: Battista, Evangelista e Agnese; gli ultimi due morirono di peste ancora giovani nel 1410.
Il 15 agosto 1425, con nove compagne, si offrì come oblata della Vergine nella basilica di Santa Maria Nova al Foro. Per otto anni le Oblate continuarono a vivere nelle proprie famiglie, fino al marzo del 1433, quando, acquistata una casa nel rione Campitelli dalla famiglia Clarelli, suoi parenti, ai piedi del Campidoglio, cominciarono a condurvi vita comune. Francesca le raggiunse tre anni dopo, alla morte del marito Lorenzo, e assunse la guida della congregazione. Il monastero, dove si costituì l'ordine delle Oblate di Santa Francesca Romana, è ancora esistente e attivo in via del Teatro di Marcello.
Morì il 9 marzo 1440 a Roma, nella casa di Trastevere. Di lei rimangono le vesti e un dito esposti al monastero di Tor de' Specchi. La salma fu sepolta presso l'altare maggiore della basilica di Santa Maria Nova al Foro, officiata dai monaci benedettini olivetani, che le venne reintitolata nel 1608, l'anno della canonizzazione. L'anniversario della sua morte fu dichiarato festivo pochi anni dopo il suo decesso per via del gran afflusso di fedeli presso il luogo di sepoltura. Successivamente, la santa fu tumulata nella confessione a forma di tempietto progettata da Bernini: essa era decorata con una statua bronzea di Francesca Romana accompagnata da un angelo e fu terminata nel 1649, ma venne restaurata nel 1866 a seguito della distruzione della statua durante l'occupazione napoleonica.

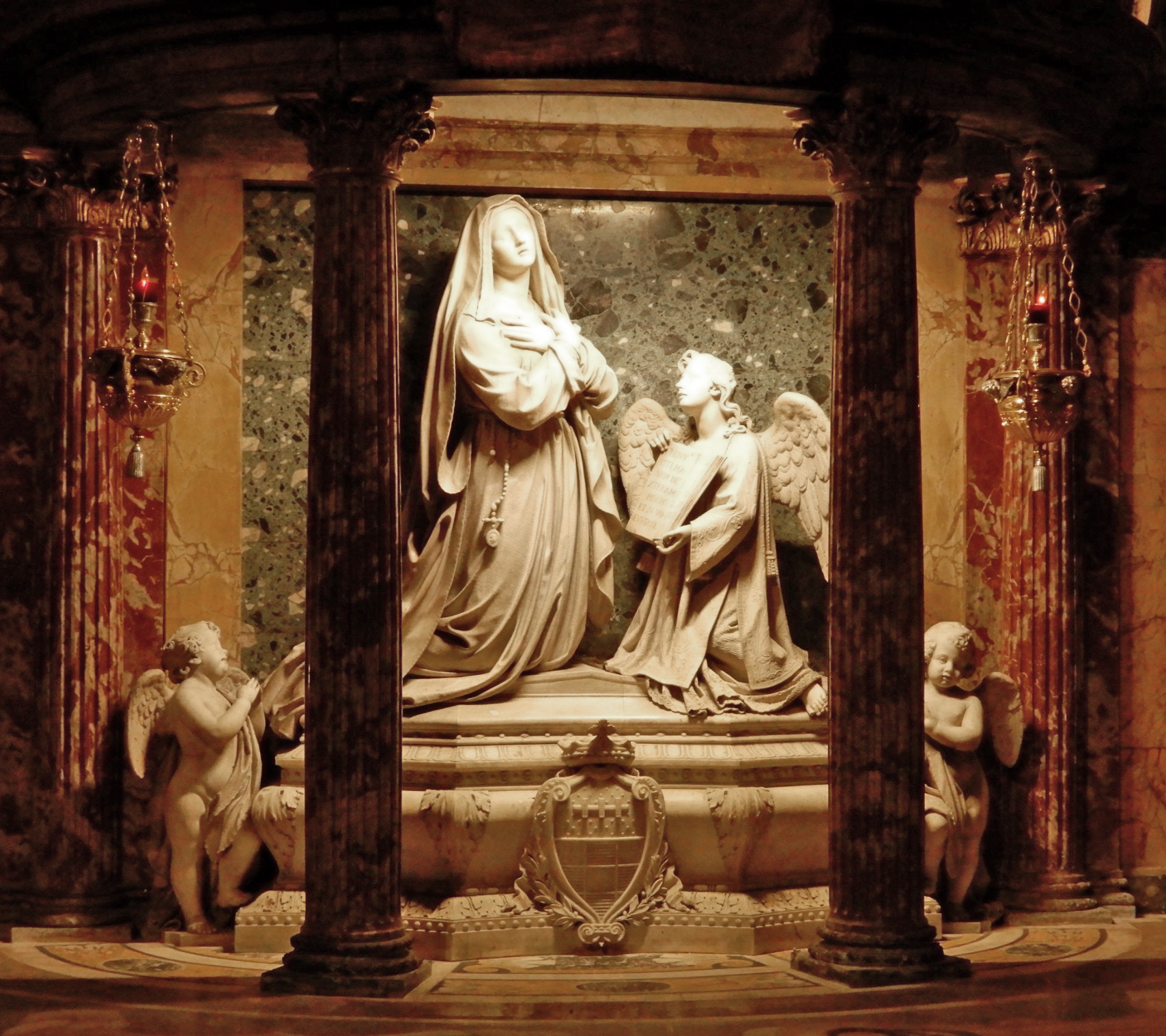
Statua di santa Francesca Romana con l'angelo. Roma, chiesa di Santa Francesca Romana

A tale personaggio s'ispira Il trionfo della castità ovvero Oratorio per S. Francesca Romana, musica di Antonio Caldara, eseguito la prima volta a Roma nel 1710. Curato in forma corrente da Saverio Franchi, l'oratorio fu dato in prima esecuzione moderna nell'Abbazia di San Martino al Cimino, il 9 ottobre 1999, durante il "Festival barocco" di Viterbo, nell'interpretazione dell'Orchestra da Camera della Scuola Musicale Comunale di Viterbo, direttore Massimo Scapin.

## Culto
Le fonti più autorevoli sulla sua biografia sono costituite dai quattro processi ecclesiastici per la sua beatificazione e canonizzazione: del 1440, del 1443, del 1451 e del 1604. Fu canonizzata il 29 maggio 1608 da papa Paolo V con la bolla Caelestis aquae flumen; È patrona di Roma, insieme ai Santi Pietro e Paolo. Inoltre, per volontà di papa Pio XI, dal 1925 è anche patrona degli automobilisti. Tale scelta si deve alla tradizione, secondo la quale la santa fosse in grado di vedere l'angelo custode che la proteggeva dai pericoli e le rischiarava la strada mentre percorreva le vie di Roma la notte.
La sua commemorazione liturgica ricorre il 9 marzo: in quel giorno, il monastero romano è aperto alle visite del pubblico. In tale occasione le suore celebrano l'antichissimo rito della benedizione dell'unguento e delle fettucce per le partorienti, distribuendole ai fedeli. Inoltre, si svolge la "benedizione delle automobili" (la prima celebrazione ufficiale si svolse nel 1928), tradizionalmente tenuta in Piazza del Colosseo alla presenza delle autorità cittadine. Durante la cerimonia, vengono benedette autovetture in rappresentanza delle forze dell'ordine, dei mezzi di emergenza, del parco vetture ATAC (Azienda trasporto autoferrotranviario Comune di Roma), taxi e un limitato numero di vetture private (nel 2018 furono 15).
Ogni 25 anni, le spoglie della santa vengono affidate alle oblate per poi essere nuovamente traslate, dopo un anno, nella chiesa di Santa Francesca Romana al Palatino (già Basilica di Santa Maria Nova al foro). Una celebrazione a cui partecipano rappresentanti del comune, aperta ai fedeli della città.

## Santa Francesca Romana nell'arte
Diversi celebri pittori hanno rappresentato Santa Francesca Romana: Orazio Gentileschi con La visione di Santa Francesca Romana, 1618-20, conservato a Urbino alla Galleria nazionale delle Marche; Giovanni Antonio Galli con Santa Francesca Romana e l'Angelo, 1632-37, conservato a Perugia nella benedettina Basilica di San Pietro (Perugia); il Guercino con il Miracolo di Santa Francesca Romana, 1638, conservato a Verona nella Chiesa di Santa Maria in Organo; Nicolas Poussin con La visione di Santa Francesca Romana, 1657 circa, conservato nel Museo del Louvre di Parigi; Giacomo Zoboli con La comunione di Santa Francesca Romana, 1724, nella chiesa di Santa Maria in Trastevere a Roma.